# Hermann Beyer (Mediziner)
Hermann Beyer (* 19. Oktober 1868 in Rastenburg, Masuren; † 4. Oktober 1955 in Gievenbeck) war ein deutscher HNO-Arzt in Berlin und Münster.

## Leben
Beyer besuchte die Herzog-Albrechts-Schule (Rastenburg). Nach dem Abitur begann er an der Universität Jena Medizin zu studieren. 1889 wurde er im Corps Thuringia Jena recipiert. Als Inaktiver wechselte er an die Ludwig-Maximilians-Universität München, die Friedrich-Wilhelms-Universität zu Berlin, die Albert-Ludwigs-Universität Freiburg und die Universität Leipzig. In Leipzig bestand er 1895 das Staatsexamen und die Doktorprüfung. Nach mehreren Reisen ging er als Assistent zu Felix Victor Birch-Hirschfeld in der Leipziger Pathologie. Er wollte eigentlich Augenarzt werden und wechselte in die Physiologie der Charité. Ludwig Katz (1848–1909) gewann ihn für die Hals-Nasen-Ohren-Heilkunde.
Er begann seine klinische Laufbahn in der Universitäts-Ohrenklinik der Charité bei Carl Adolf Passow. Seit 1911 habilitiert, leitete er im Ersten Weltkrieg die Gesamtklinik. 1919 erhielt er den Professorentitel. Als Oberarzt leitete er die Poliklinik. Als sein Chef und väterlicher Freund Passow gestorben war, versammelte Beyer alljährlich Passows Schüler. Jahrzehntelang leitete er Operationskurse für Kollegen aus dem In- und Ausland.
In der Deutschen Gesellschaft der Hals-Nasen-Ohren-Ärzte war er Bibliothekar. Bei seiner Bibliophilie übertrug ihm der Springer Verlag 1938–1945 die Leitung des Zentralblatts.
Beyer war seit 1928 verheiratet. Mit seiner Frau hielt er ein gastfreies Haus, besonders für Künstler. Nach ihrem Tod  wurde er im Krieg mit der Tochter und dem Schwiegersohn nach Uslar evakuiert. Ihnen folgte er nach Münster. Im Universitätsklinikum Münster übernahm er „Klopfkurse“. Nach mehreren Schlaganfällen wurde er von seiner Tochter und ihrem Mann bis zum Tode gepflegt.
In theoretischen und klinischen Arbeiten befasste er sich mit dem Geruchssinn und der Auditiven Wahrnehmung. Weltbekannt war sein Buch Die Operationen am Ohr. Die 4. Auflage hatte er im hohen Alter vervollständigt (u. a. Operation bei Otosklerose) und selbst redigiert. Für Helmut Loebell hatte Beyer „wesentlich zur Weltgeltung der deutschen Otologie beigetragen“.

## Werke
- Die Chirurgie der Nase und der Nebenhöhlen. Berlin 1927.
- mit Alfred Seiffert: Der Operationskurs des Hals-, Nasen- und Ohrenarztes.
  - 1. Auflage: Kabitzsch, Leipzig 1932.
  - 2. Auflage. Kabitzsch, Leipzig 1938.
  - 3. Auflage. Johann Ambrosius Barth Verlag, Leipzig 1945.
  - 4. Auflage, mit Theodor Hünermann: Die Operationen am Ohr. Barth, Leipzig 1949.
  - 5. Auflage, mit Theodor Hünermann: Die Operationen am Ohr. Barth, Leipzig 1953 (und 1964).
  - 6. Auflage (postum), Bd. 1: Theodor Hünermann und Dietrich Plester: Die Operationen am Ohr. Leipzig 1970.

## Ehrungen
- Ehrenmitglied der Deutschen Gesellschaft der Hals-Nasen-Ohren-Ärzte
- Ehrenmitglied der Berliner Laryngologischen Gesellschaft